# Таџими
Таџими (јап. 多治見市) град је у Јапану у префектури Гифу. Према попису становништва из 2005. у граду је живело 114.876 становника.

## Становништво
Према подацима са пописа, у граду је 2005. године живело 114.876 становника.
| 1995.   | 2000.   | 2005.   |
| ------- | ------- | ------- |
| 113.079 | 115.740 | 114.876 |